# ئی‌ام‌دی دی‌دی۳۵
ئی‌ام‌دی دی‌دی۳۵ (انگلیسی: EMD DD35) یک لوکوموتیو دیزلی ساخت شرکت الکترو-موتیو دیویژن بوده است.
این لوکوموتیو که مابین سال‌های ۱۹۶۳ تا ۱۹۶۴ تولید می‌شده دارای ۵۰۰۰ اسب بخار توان خروجی بوده است.